# Tusi (chef tribal)
Pour les articles homonymes, voir Tusi.

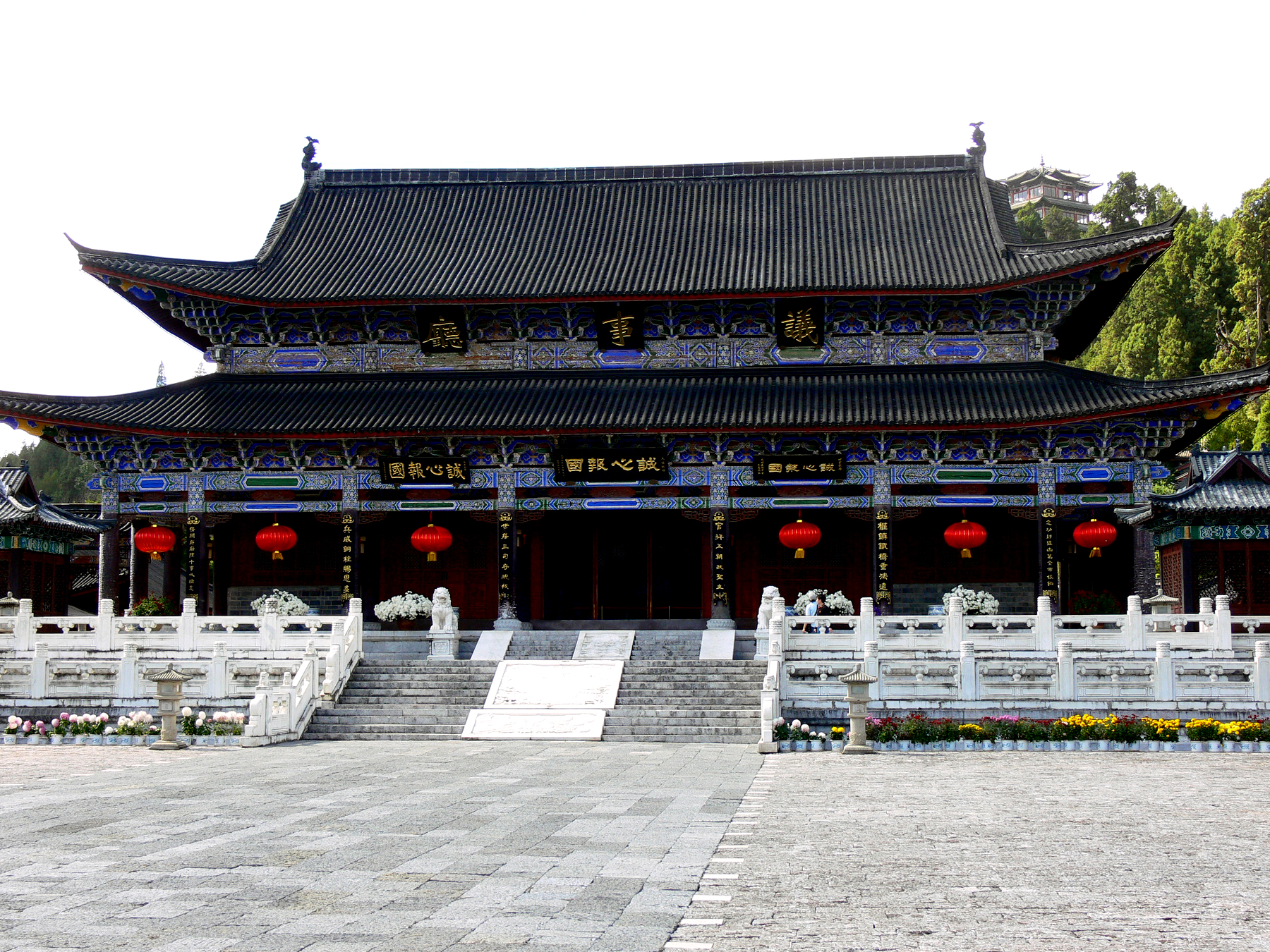
bâtiment gouvernemental du tusi à Lijiang (province du Yunnan)

Le tusi (chinois : 土司 ; pinyin : tǔsī ; litt. « dirigeant de la terre »), rôle assigné à un officier indigène , est un dirigeant régional d'une minorité ethnique, inclus dans un système de gouvernance régionale féodal appelé tusi zhidu (土司制度, tǔsī zhìdù, « régime (ou système de gouvernance) tusi ») mis en place sous la dynastie Yuan, pour la première fois au Yunnan. Le système du tusi est inspiré du système Jimi (羁縻制 / 羈縻制, jīmí zhì, « contrôle jimi ») ou Jimifuzhou (羁縻府州 / 羈縻, jīmí fǔzhōu, « gouvernement régional jimi ») de la dynastie Tang, dans lequel un dirigeant est choisi dans la population locale pour diriger la région. Ce système perdurera sous la dynastie Ming et une partie de la dynastie Qing. On en trouve encore sous la République de Chine (1912-1949), dans la région de Dergué.
Certains sites de tusi ont  été classés au patrimoine mondial de l'UNESCO, ainsi qu'au patromoine national chinois de la liste des sites historiques et culturels majeurs protégés au niveau national.
Un système similaire a été mis en place au Vietnam par les dynasties Lê et Nguyễn.

## Histoire
Le système de tusi (土司制度) est créé sous la dynastie Yuan.

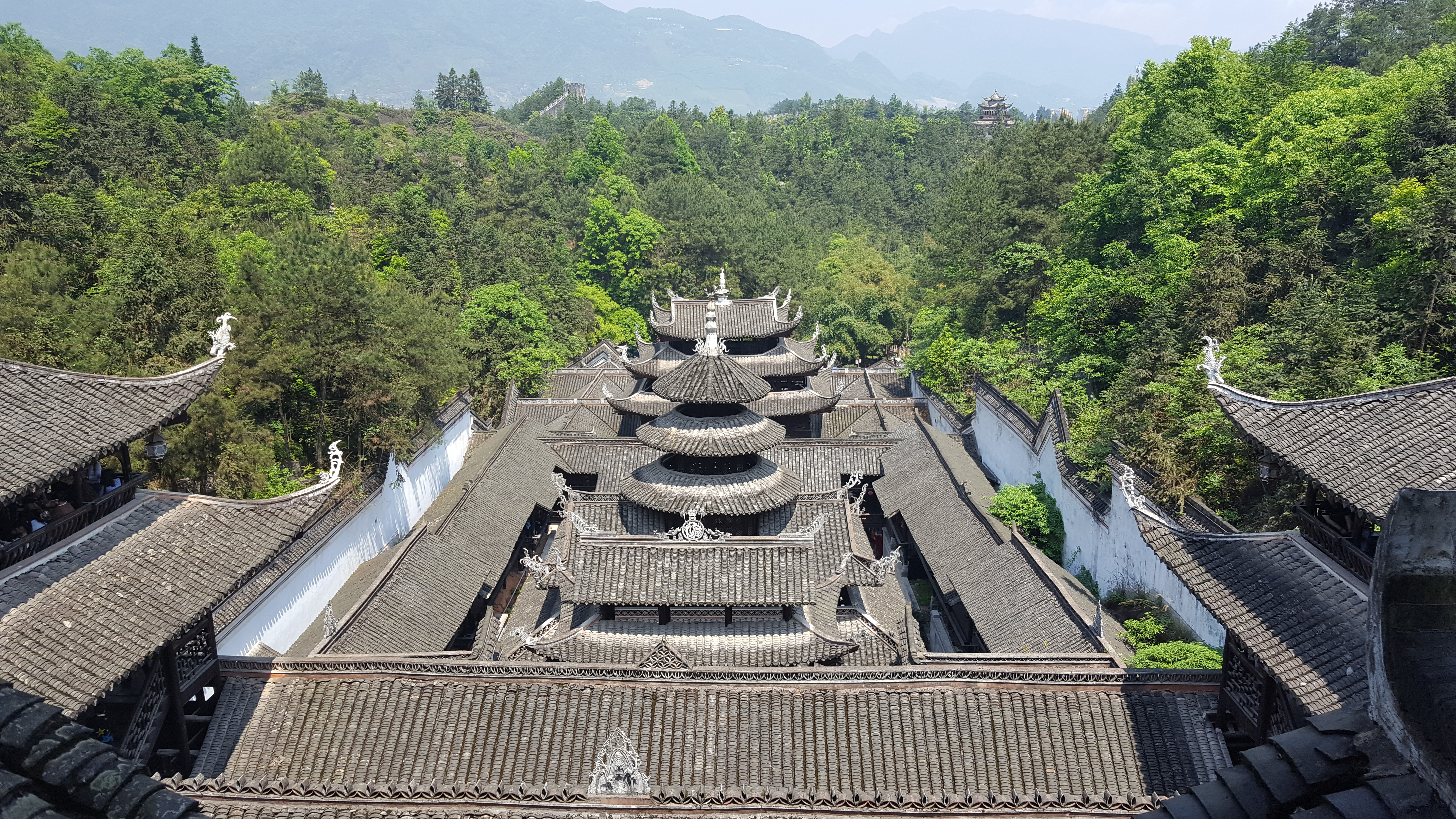
Palais du tusi tujia dans le centre-ville d'Enshi

Le gouvernement du tusi tujia, de la minorité des Tujias, est créé en 1368 sous le règne de l'Empereur Hongwu de la dynastie Ming. Son palais est dans l'actuelle centre-ville de Enshi (chef-lieu de la Préfecture autonome tujia et miao d'Enshi, situé à l'ouest de la province de Hubei), et un siège important est le Xizhou tongzhu (溪州铜柱) datant de 940, pendant la Période des Cinq Dynasties et des Dix Royaumes, situé dans le bourg de Furong, situé dans la Préfecture autonome tujia et miao de Xiangxi, dans la province du Hunan.
Sous la dynastie Ming, les tusi étaient classés en deux types, les tusi de rang civil et les tusi de rang militaire. Pendant cette période, il y a eu 1 608 dirigeants indigènes recevant le titre de tusi, parmi eux, 1 021 étaient situés dans les provinces du Yunnan, du Guizhou et du Sichuan.
Sous les dynasties Ming et Qing, les tentatives de remplacer le gouvernement indigène par une administration bureaucratique directe chinoise, nommée Gaitu guiliu (改土归流 / 改土歸流, gǎitǔ guīliú, « remplacer le [dirigeant] local, retourner au [gouvernement central] généralisé »), sont mises à mal par des rébellions sans fin.
La politique du gaitu guiliu a été instaurée sous la dynastie Ming et s'est intensifiée sous la dynastie Qing, sous le règne de l'empereur Yongzheng. Sous la dynastie mandchoue des Qing, en 1726, l'officier mandchou Ortai tente d'abolir le système dans sa politique de réforme agraire (gaitu guiliu). Le tusi de la préfecture de Zhenyuan est remplacé par Liu Hongdu (ou Liu Qiyuan (zh) 刘起元), nommé sous-préfet (tongzhi) chargé de la préfecture.
En 1730, dans un de ses rapports à Yongzheng, il fait remarquer à celui-ci que les populations sont fidèles aux officiers indigènes, mais non pas à l'autorité chinoise. Plus de 30 000 Yi ont ainsi été abattus dans la petite ville de Mitie. À Wumeng, Dongchuan, Zhenxion, les peuples des minorités ethniques et les migrants chinois ont été tués par 20 000 militaires conduits par Ortai. Un grand nombre de Yi se sont alors échappés dans les monts Liang (凉山, liángshān) au Sichuan où existe aujourd'hui la Préfecture autonome yi de Liangshan (yi de Shichuan : ꆃꎭꆈꌠꊨꏦꏱꅉꍏ ; chinois : 凉山彝族自治州).
Le gouverneur général du Yunnan, Guizhou et Guangxi souligna alors la nécessité de garder le système du tusi, parce qu'il serait trop difficile d'installer des troupes chinoises adéquates sur les zones frontalières du Yunnan. La bureaucratie locale chinoise fut donc obligée de coopérer avec la chefferie indigène, par l'entremise de laquelle les Chinois furent en mesure de maintenir un contrôle indirect sur l'aire étendue des zones frontalières du Yunnan.
Au milieu du XIXe siècle, le système du tusi dominait encore Nujiang, Dehong, Xishuangbanna, Zhenkang, Gengma, Shuangjiang, Cangyuan, Ximeng, Lancang, Menglian, Honghe, Lüchun, Yuanyang, Malipo (tous au Yunnan) et Jinping (Guizhou) et autres villages indigènes, couvrant la majeure partie des zones frontalières du Yunnan.

## Quelquestusi
En 1253, la dynastie Yuan met en place le Tusi de Lijiang, régnant sur la population naxi de Lijiang.
Mu Zeng par exemple est le (Tusi du Yunnan (zh), 云南土司, Yúnnán tǔsī), mis en place en 1381, sous la dynastie Ming.
Sous la dynastie Ming, est mis en place un tusi chez les Tu (ou Monguoer). Il y aurait eu plus de 60 tusi sous cette dynastie. La fonction y est abolie sous la République de Chine (1912-1949), le 9 août 1931. Chez les Tu du Qinghai, il y a plus de 18 très petits tusi régnant chacun sur 100 foyers sous la dynastie Qing
Le territoire correspondant à l'actuelle Préfecture autonome yi de Liangshan, au sud-ouest du Sichuan, composé majoritairement de Yi,est également gouverné par un tusi sous la dynastie Qing.
Le royaume de Dergé est lui aussi régi par un tusi (德格土司). Mis en place sous la dynastie Yuan, c'est le plus influent des quatre tusi du Kham (Tibet oriental) et également le plus influent des tusi de minorités tibétaines (ou zang). Zewang Dengdeng (Tib. : Cewang ?? ; Chin. : 澤汪鄧登) était en 1939, le 21e tusi de Dergé. Ce tusi est avec ceux de Litang (ou Lithang), situé dans l'actuel xian de Litang, dans la préfecture autonome tibétaine de Garzê, de Bathang et de Chakla appelés les « quatre grands tusi du Kham » (chinois : 康区四大土司),.

En 1922, Bai Zhaoxiong, un tusi, fait construire sa demeure à Panzhihua, dans l'actuelle province du Sichuan.
Le royaume de Béri (ou Tusi de Baili (白利土司, en tibétain Hor Béri), dont on sait que Donyo Dorje était de confession bön, persécutait les bouddhistes et s'est fait tuer par Güshi Khan un mongol qoshot, défenseur des Gélougpa et ayant placé le Lobsang Gyatso, le 5e dalaï-lama sur le trône religieux en 1642, à Lhassa et est devenu roi du Tibet.
Le Tusi de Lincong (林葱土司, tibétain : གླིང་ཚང་རྒྱལ་པོ་, Wylie : ling tsang rgyal po, THL : Lingtsang Gyelpo) et le Tusi de Zhuwo (朱倭土司,  Wylie : Tre bo dpon po, THL : trewo pönpo)

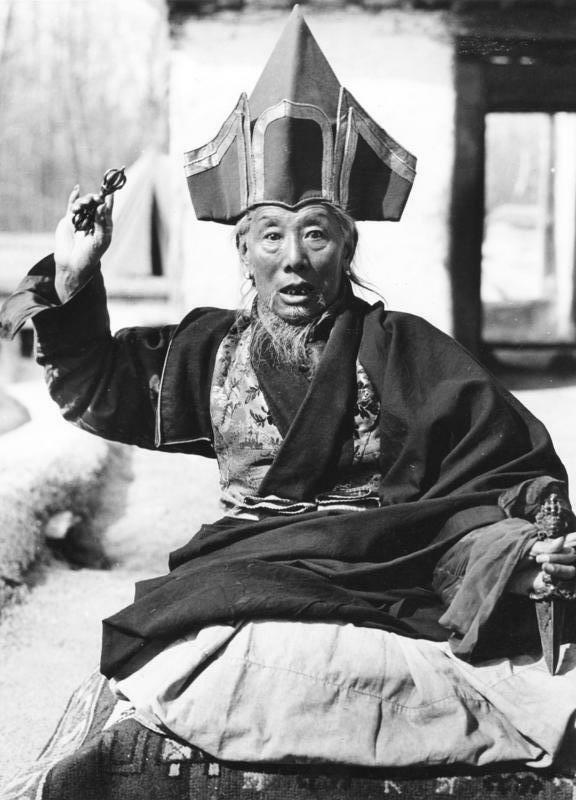
Tusi de Lincong

Le Tusi de Muli (木里土司), appelé Royaume de Muli par des explorateurs européen, correspondant à l'actuel Xian autonome tibétain de Muli, et dont le dernier monarque est mort en 1935.
Le Tusi de Yongning (永宁土司/永寧土司) qui a duré de 1381 à 1951 est un tusi de la minorité moso (ou mosuo), que l'explorateur Joseph F. Rock a décrit dans son ouvrage The ancient Na-khi Kingdom of southwest China.